# Punta Arenas
Punta Arenas ist eine Stadt im äußersten Süden Chiles. Sie ist Hauptstadt der Chilenischen Region XII Región de Magallanes y de la Antártica Chilena. Sie liegt am chilenischen Festland gegenüber der Inselgruppe Feuerland und ist mit 125.932 Einwohnern (Stand: 2017) größte Stadt im chilenischen Südpatagonien.

## Geografie

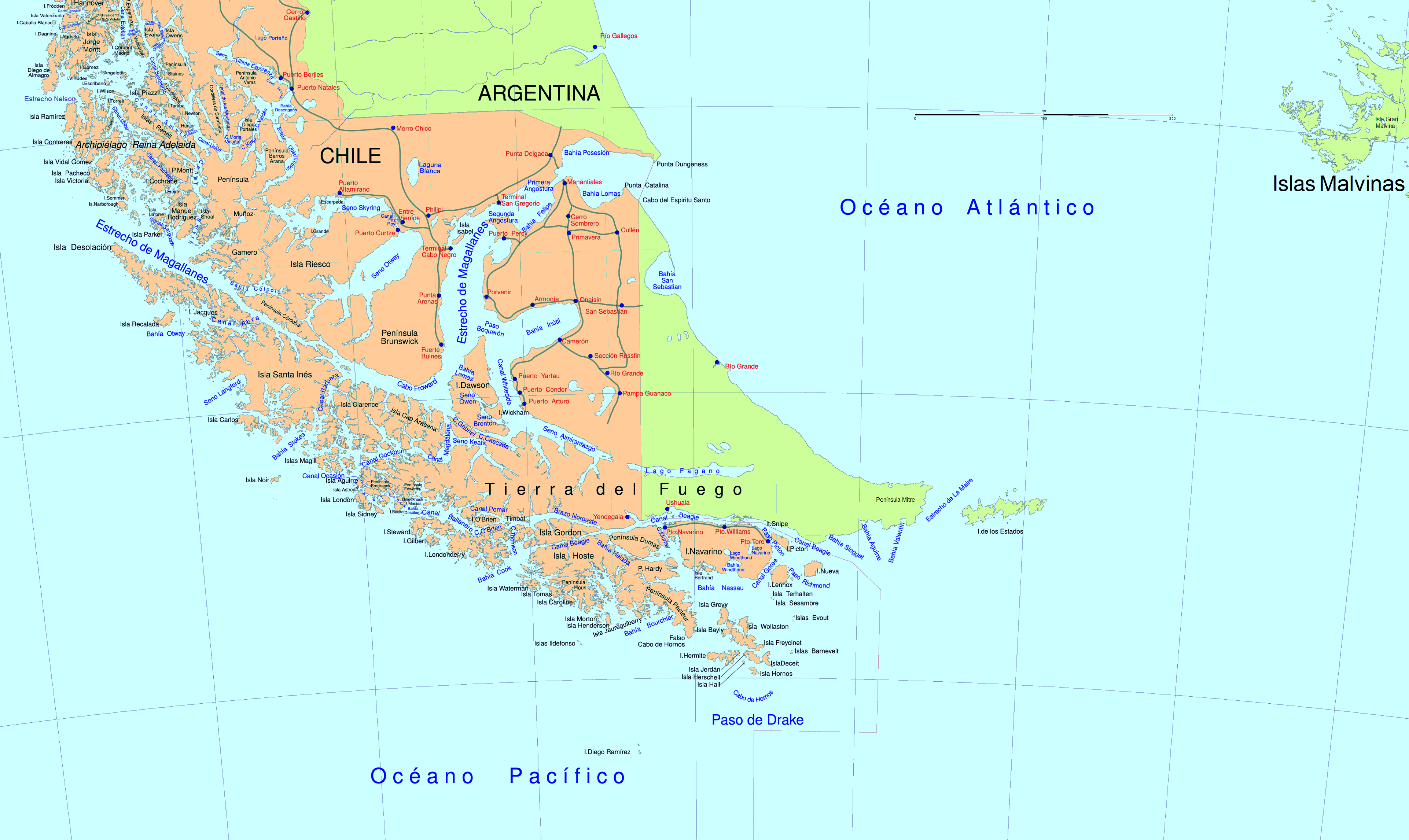
Umgebungskarte

Das Stadtzentrum von Punta Arenas liegt im äußersten Süden des Landes an der Magellanstraße und an der Ostküste der Brunswick-Halbinsel. Sie streitet sich mit anderen Städten um die Auszeichnung als südlichste Stadt der Welt, ist aber in jedem Fall die südlichste Großstadt der Welt. Zum Stadtgebiet gehört nicht nur die gesamte Brunswick-Halbinsel, sondern zahlreiche zumeist unbewohnte Inseln, die größten davon, von West nach Ost:
- Isla Santa Inés (unbewohnt)
- Isla Clarence (unbewohnt)
- Isla Capitán Aracena (unbewohnt)
- Isla Dawson (301 Einwohner 2002).

Weiter nördlich befinden sich Puerto Natales und Río Gallegos (Argentinien), weiter südlich Ushuaia (Argentinien) und Puerto Williams.

## Geschichte
Die chilenische Kolonie wurde am 18. Dezember 1848 gegründet, nachdem Puerto del Hambre durch eine Militärrevolte zugrunde gegangen war.
Der Ort diente zunächst als Strafkolonie, später dann als Freihafen, der durch die Entdeckung von Steinkohle (1872) und die Einführung von Schafen durch Engländer immer wichtiger wurde. Im Jahr 1875 betrug die Einwohnerzahl erst 915, im Jahr 1884 bereits 4.000 und es gab in 16 Estancias 40.000 Schafe, 6.000 Rinder und 2.000 Pferde.
Als Station an einer der wichtigsten Handelsstraßen der Erde wurde der Ort wohlhabend. Ihren ersten großen Aufschwung hatte sie während des kalifornischen Goldrausches, als sie als Anlaufhafen für die Klipper-Schiffe diente. Nach der Eröffnung des Panamakanals verlor der Hafen seine Bedeutung, jedoch kam gerade rechtzeitig die zweite Aufbruchsstimmung der Stadt, als sie Chiles Zentrum für den Wollhandel wurde.
Als mächtigste wirtschaftliche Akteure der Stadt etablierten sich Ende des 19. Jahrhunderts der aus Asturien eingewanderte José Menéndez (1846–1918), der portugiesischstämmige Walfangunternehmer José Nogueira und die Familie Braun, deren Tochter Sara Braun nach ihrer eigenen Heirat und der ihres Bruders sämtliche Unternehmen der drei Familien unter ihre Kontrolle brachte. Ihre Gesellschaft war maßgeblich an der wirtschaftlichen Entwicklung des südlichen Patagoniens und Feuerlands beteiligt, eine Begleiterscheinung war allerdings die gewaltsame Dezimierung der indigenen Selk’nam.

## Klima
Punta Arenas gehört zur gemäßigten Zone, allerdings aufgrund der Einflüsse der Furious Fifties stark subpolar geprägt. Die Temperaturschwankungen sind eher gering. Die mittlere Jahrestemperatur schwankt um 6 °C, die Niederschläge verteilen sich auf das ganze Jahr, wobei im Monat etwa 25–45 mm fallen. Die bisher niedrigste Temperatur in der Stadt wurde am 25. Juni 1964 mit −16,4 °C gemessen.
|                       | Jan  | Feb  | Mär  | Apr  | Mai  | Jun  | Jul  | Aug  | Sep  | Okt  | Nov  | Dez  |   |       |
| Mittl. Tagesmax. (°C) | 15,2 | 14,7 | 12,8 | 10,0 | 6,7  | 4,1  | 4,1  | 5,6  | 8,3  | 10,8 | 12,8 | 14,3 | ⌀ | 9,9   |
| Mittl. Tagesmin. (°C) | 6,9  | 6,6  | 5,2  | 3,5  | 1,5  | −0,7 | −0,9 | 0,0  | 1,3  | 2,7  | 4,5  | 5,9  | ⌀ | 3     |
|                       |      |      |      |      |      |      |      |      |      |      |      |      |   |       |
| Niederschlag (mm)     | 42,3 | 30,6 | 41,8 | 44,7 | 40,7 | 29,1 | 30,5 | 31,9 | 27,0 | 28,7 | 28,0 | 31,6 | Σ | 406,9 |
|                       |      |      |      |      |      |      |      |      |      |      |      |      |   |       |
| Regentage (d)         | 15   | 14   | 15   | 14   | 13   | 11   | 11   | 11   | 10   | 11   | 12   | 14   | Σ | 151   |

| 6,9 |

| 6,6 |

| 5,2 |

| 3,5 |

| 1,5 |

| −0,7 |

| −0,9 |

| 0,0 |

| 1,3 |

| 2,7 |

| 4,5 |

| 5,9 |

| 6,9 |

| 6,6 |

| 5,2 |

| 3,5 |

| 1,5 |

| −0,7 |

| −0,9 |

| 0,0 |

| 1,3 |

| 2,7 |

| 4,5 |

| 5,9 |

## Bildung

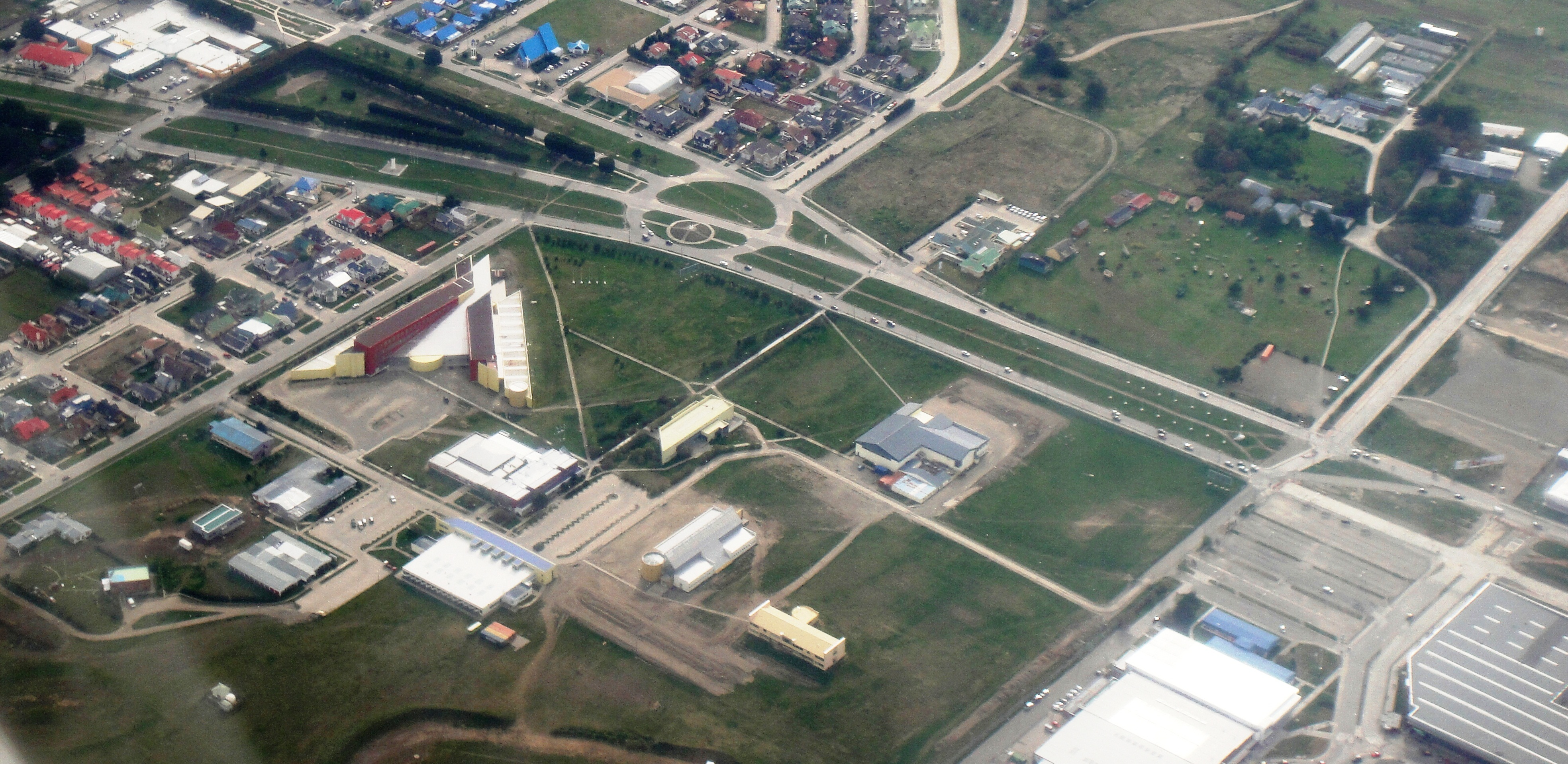
Campus der Universidad de Magallanes

Die Stadt verfügt über eine eigene Hochschule. Die staatliche Universidad de Magallanes ist die südlichste Universität Chiles.

## Wirtschaft und Verkehr
Punta Arenas ist über Land, Luft und See zu erreichen. Die Landverbindung nach Zentralchile ist nur über argentinisches Territorium möglich. Die chilenische Ruta 9 führt zwar von Punta Arenas nach Norden, endet aber bei Torres del Paine.
Circa 15 Kilometer nördlich von Punta Arenas befindet sich der internationale Flughafen Presidente Carlos Ibáñez del Campo. Er dient der Verbindung mit den großen Städten Chiles und Argentiniens, aber auch als Ausgangspunkt für Flüge in die Antarktis.

## Sehenswürdigkeiten

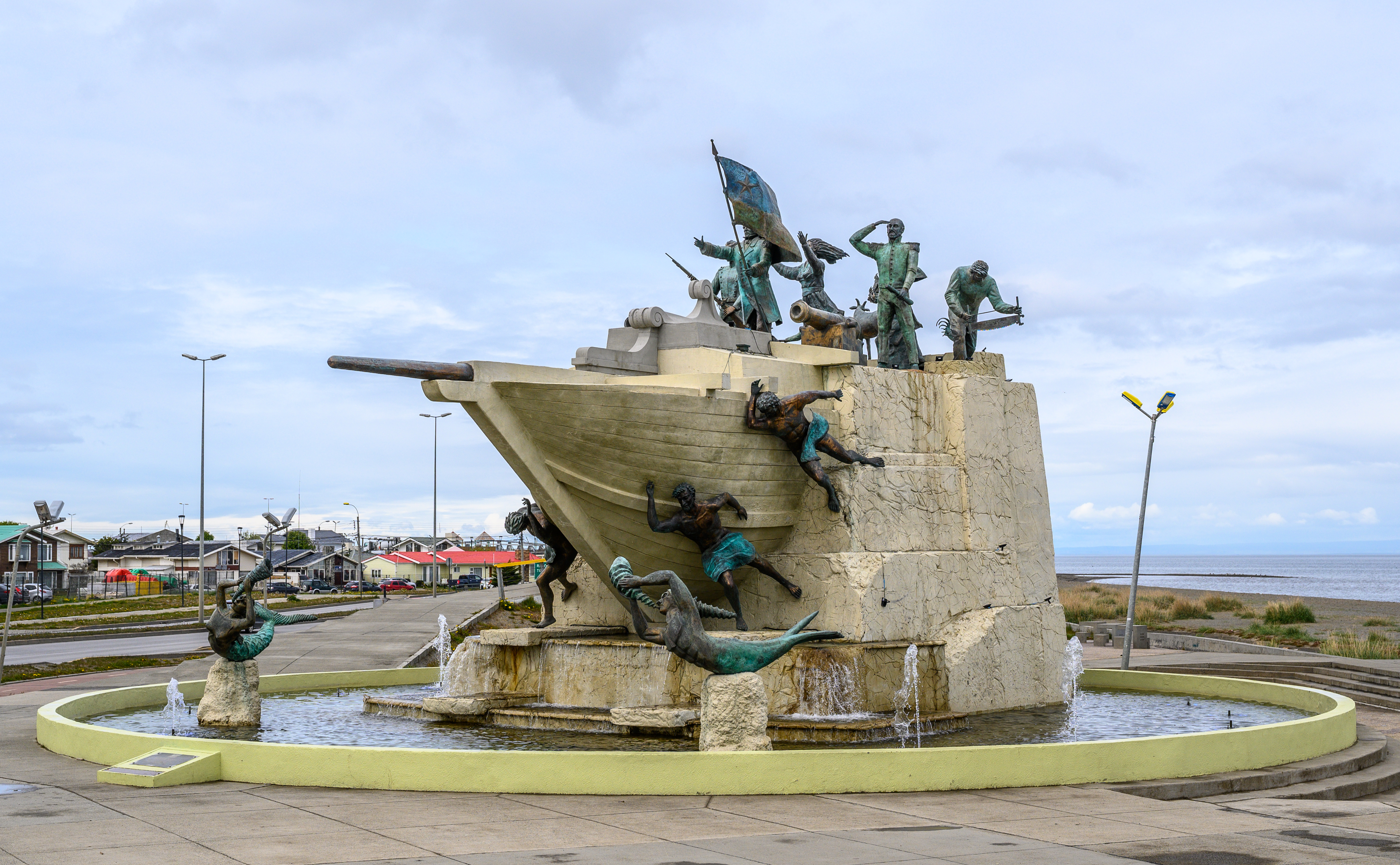
Denkmal Monumento A Tripulantes Goleta Ancud

Punta Arenas stellt eine bunte Mischung verschiedener Kulturen und Menschen dar, angefangen bei den Nachkommen portugiesischer Seefahrer bis hin zu englischen Schafzüchtern. Ein großer Anteil der Bevölkerung ist kroatischstämmig, aber auch russische, jüdische, deutsche und Schweizer Einwanderer haben das Bild der Stadt mitgeprägt. Die Indigenen wurden hingegen am Ende des 19. und im frühen 20. Jahrhundert fast vollständig vernichtet. Heutzutage gibt es mitten in der Plaza de Armas („Platz der Waffen“ oder Zentralplatz) von Punta Arenas ein Denkmal für Ferdinand Magellan, zu dessen Füßen zwei geschlagene Indigene hocken. Der Sage nach kehrt man nach Punta Arenas zurück, wenn man den großen Zeh eines Indigenen küsst bzw. anfasst.
Sehenswert ist der Friedhof Cementerio Municipal Sara Braun. Die Grabinschriften (die oft nicht auf Spanisch, sondern auf Englisch, Deutsch oder Kroatisch verfasst sind) zeugen von der Einwanderungsgeschichte der Stadt. Die Einwohner der Stadt behaupten, es sei „der schönste Friedhof Südamerikas“. Auch ein Gedenkstein für Vizeadmiral Maximilian von Spee befindet sich auf dem Friedhof.
Das Museo Salesiano Maggiorino Borgatello ist ein 1893 gegründetes Regionalmuseum mit Sammlungen aus den Gebieten Ethnografie, Flora, Fauna, Mineralogie, Paläontologie und Geschichte.
Der Parque María Behety ist der einzige Erholungspark der Stadt. Ein Teil von ihm steht als „städtisches Feuchtgebiet“ unter Naturschutz. Er beherbergt ein kleines Freilichtmuseum mit zehn lebensgroßen Modellen prähistorischer ausgestorbener Tierarten der Region.
Am Strand vor der Stadt sind drei historische Segelschiffe als Wellenbrecher auf Grund gesetzt. Das bekannteste und noch am besten erhaltene Wrack ist dasjenige der County of Peebles, des ersten eisernen Segelschiffs der Welt mit vier Masten, erbaut 1875.
Seit 1. Oktober 2011 ist das Schiffsfreilichtmuseum Museo Nao Victoria mit Schiffsnachbauten dem Publikum geöffnet.
Punta Arenas ist außerdem ein beliebter Ausgangspunkt für Exkursionen und Kreuzfahrten in eine der landschaftlich spektakulärsten Szenerien der Welt, mit den Fjordlandschaften der Region oder dem Nationalpark Torres del Paine. Außerdem gibt es einige Pinguin-Kolonien, die besucht werden können.
Eine Besonderheit stellt das Museo de Historia de Natural Rio Seco dar. Ein Team aus Meeresbiologen und Künstlern plant, alle Tierarten Patagoniens durch deren Skelette darzustellen. Mittlerweile ist die Ausstellung auf mehrere hundert Exponate angewachsen. Die Hauptattraktion des naturhistorischen Museums stellt die Ausstellung eines kompletten Walskeletts dar.

## Städtepartnerschaften
Folgende Städte sind Partnerstädte von Punta Arenas:
- Río Gallegos,  Argentinien
- Ushuaia,  Argentinien
- Bellingham, Washington  Vereinigte Staaten
- Split,  Kroatien

## Söhne und Töchter der Stadt
- Vladimiro Boric Crnosija (1905–1973), römisch-katholischer Bischof
- Humberto Aguirre (1908–1983), Politiker
- David Ruíz (1912–1994), Fußballspieler
- Víctor Alonso (1915–1977), Fußballspieler
- Atilio Cremaschi (1923–2007), Fußballspieler
- Augusto Olivares (1930–1973), Journalist
- Alejandro Goic Karmelic (* 1940), römisch-katholischer Bischof von Rancagua
- Mario Galindo (* 1951), Fußballspieler
- Patricia Stambuk (* 1951), Journalistin, Schriftstellerin, außerordentliche Professorin und Forscherin
- Ramón Díaz Eterovic (* 1956), Schriftsteller
- Lorenza Böttner (1959–1994), deutsche multidisziplinäre Künstlerin
- Giovanna Arbunic Castro (* 1964), Schachspielerin
- Rodrigo Álvarez Zenteno (* 1966), Rechtswissenschaftler, Hochschullehrer und Politiker
- Mauricio Aros (* 1976), Fußballspieler
- Luis Guajardo (* 1976), Fußballspieler und -trainer
- Gabriel Boric (* 1986), Politiker, seit 2022 Präsident von Chile
- Marco González (* 1986), Fußballspieler
- Erwin Feuchtmann Pérez (* 1990), Handballspieler
- Ronnie Fernández (* 1991), Fußballspieler
- Ricardo Fuenzalida (* 1992), Fußballspieler
- Brian Leiva (* 1998), Fußballspieler

## Abbildungen

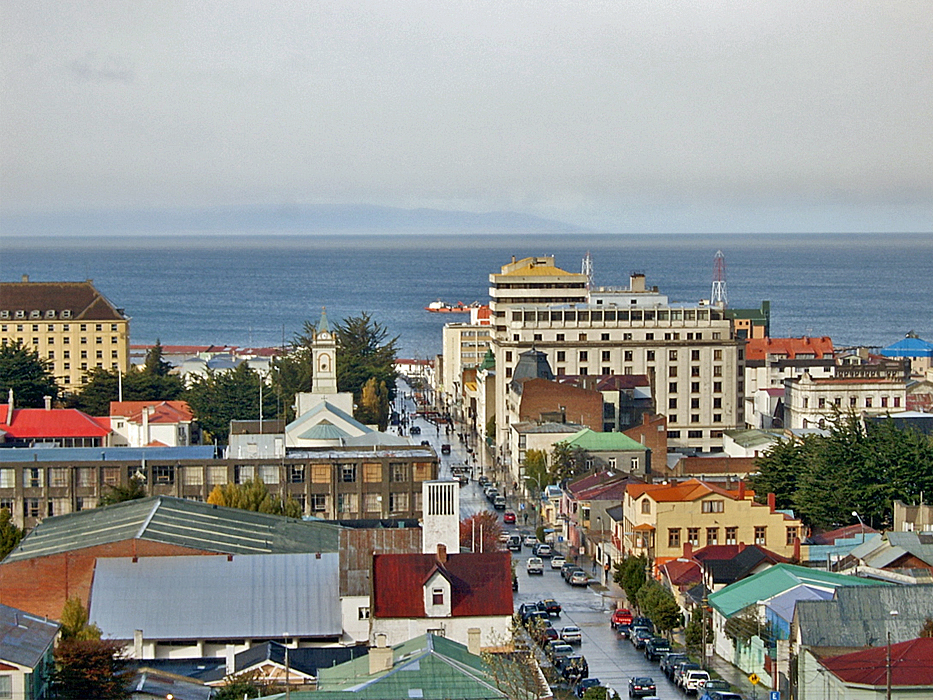
Stadtzentrum
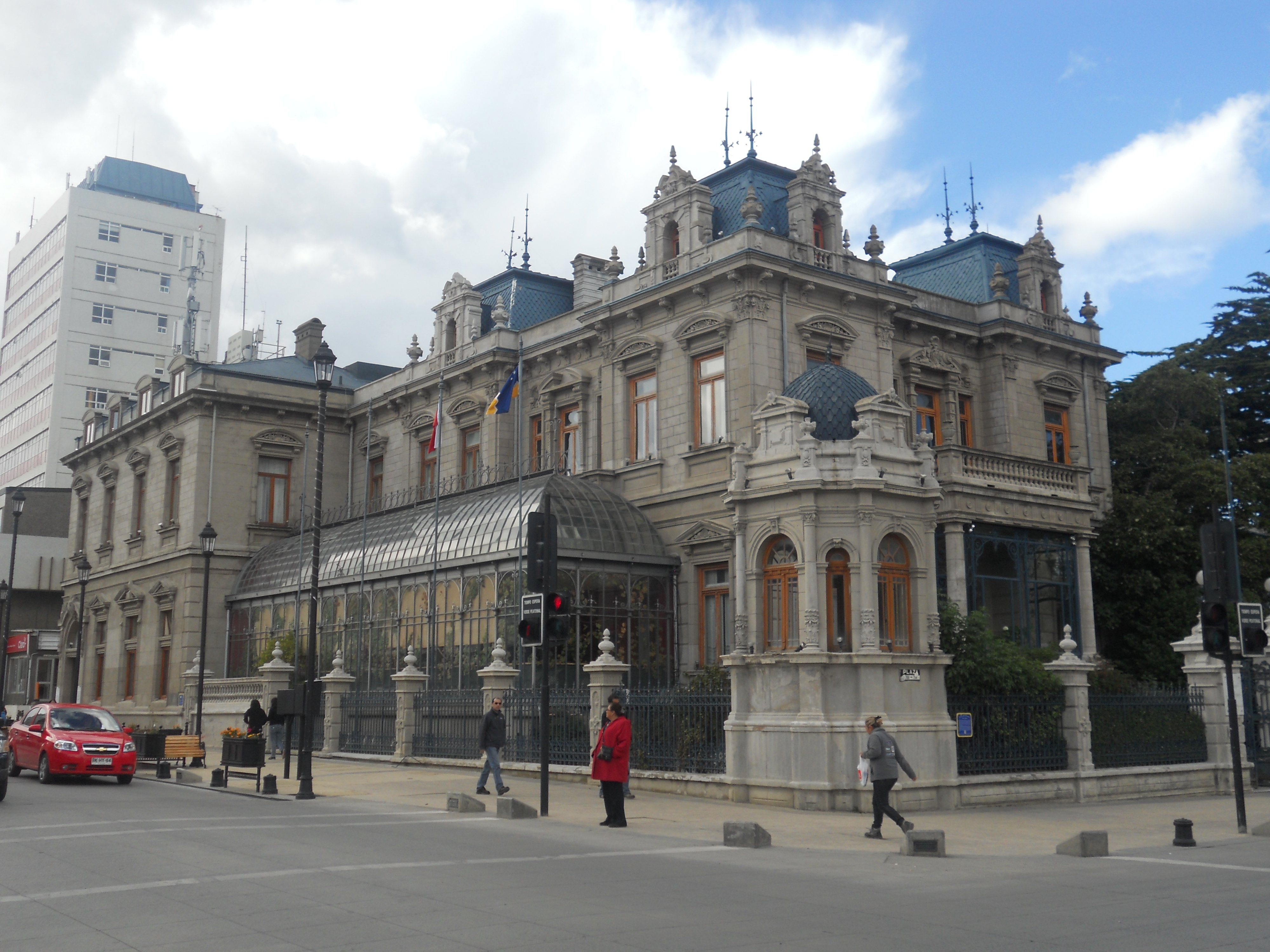
Palais der Industriellenfamilie Braun-Menéndez
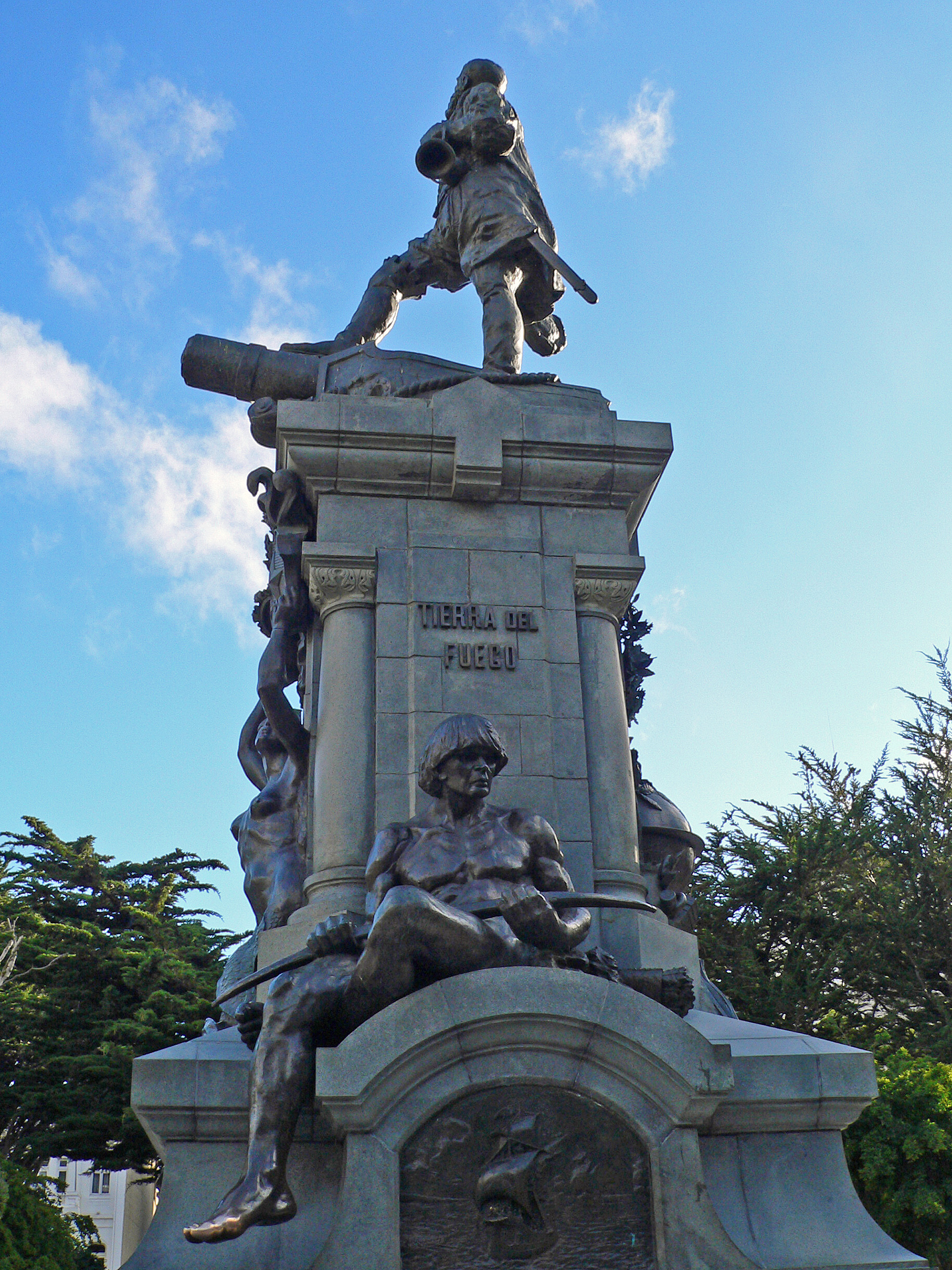
Magellan-Denkmal auf der Plaza de Armas
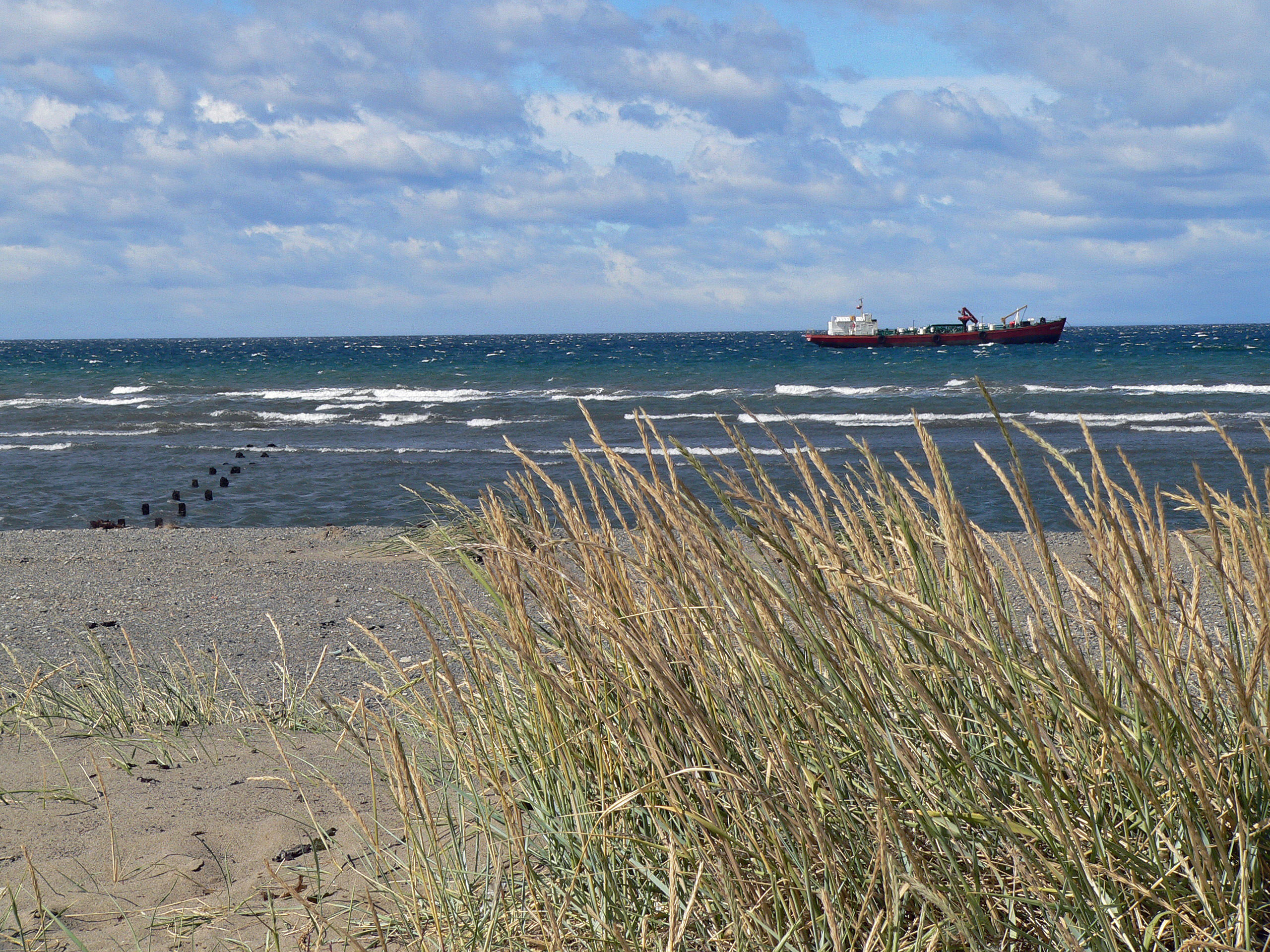
Magellanstraße
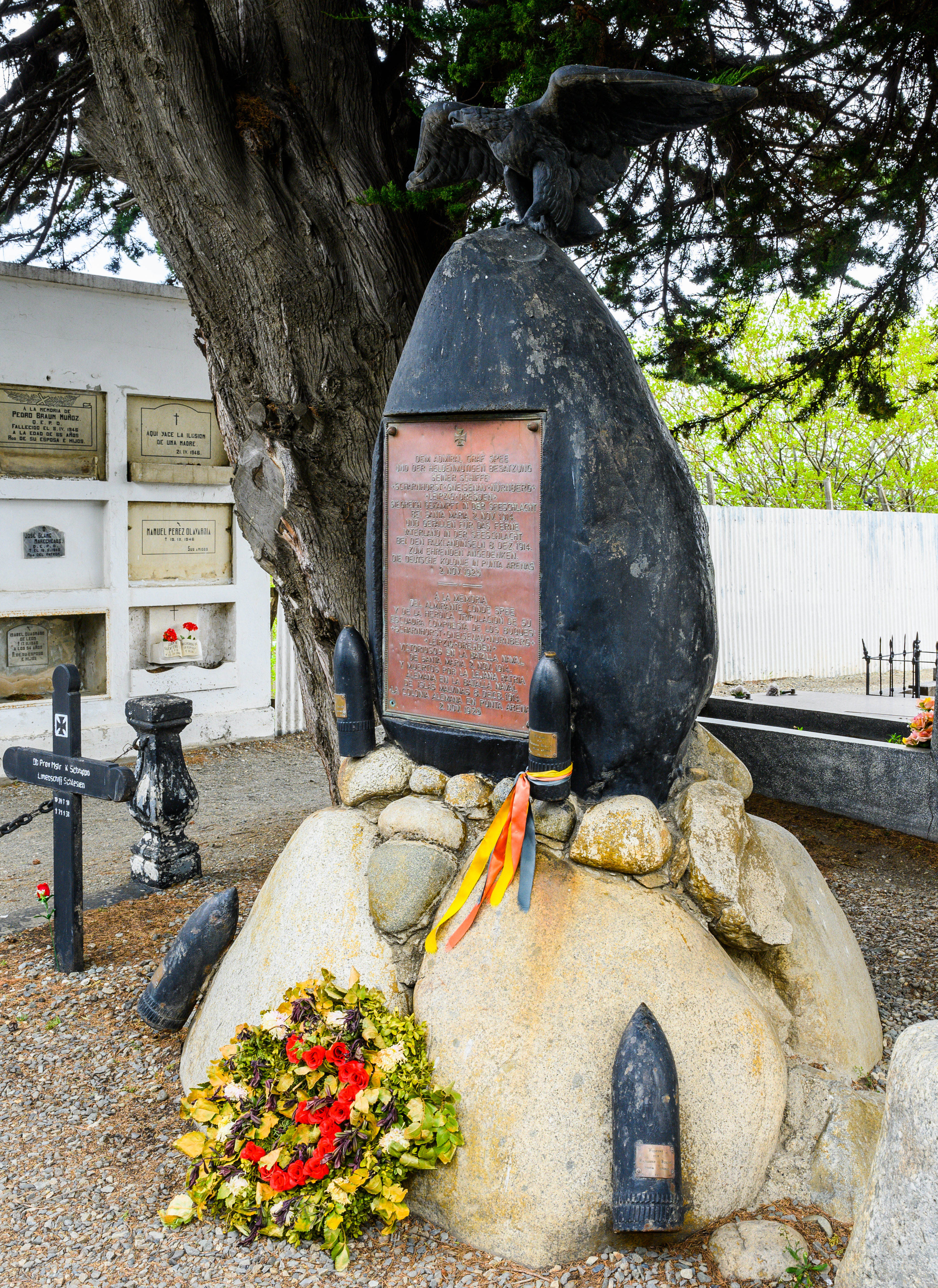
Gedenkstein für Vizeadmiral Graf Spee auf dem Friedhof
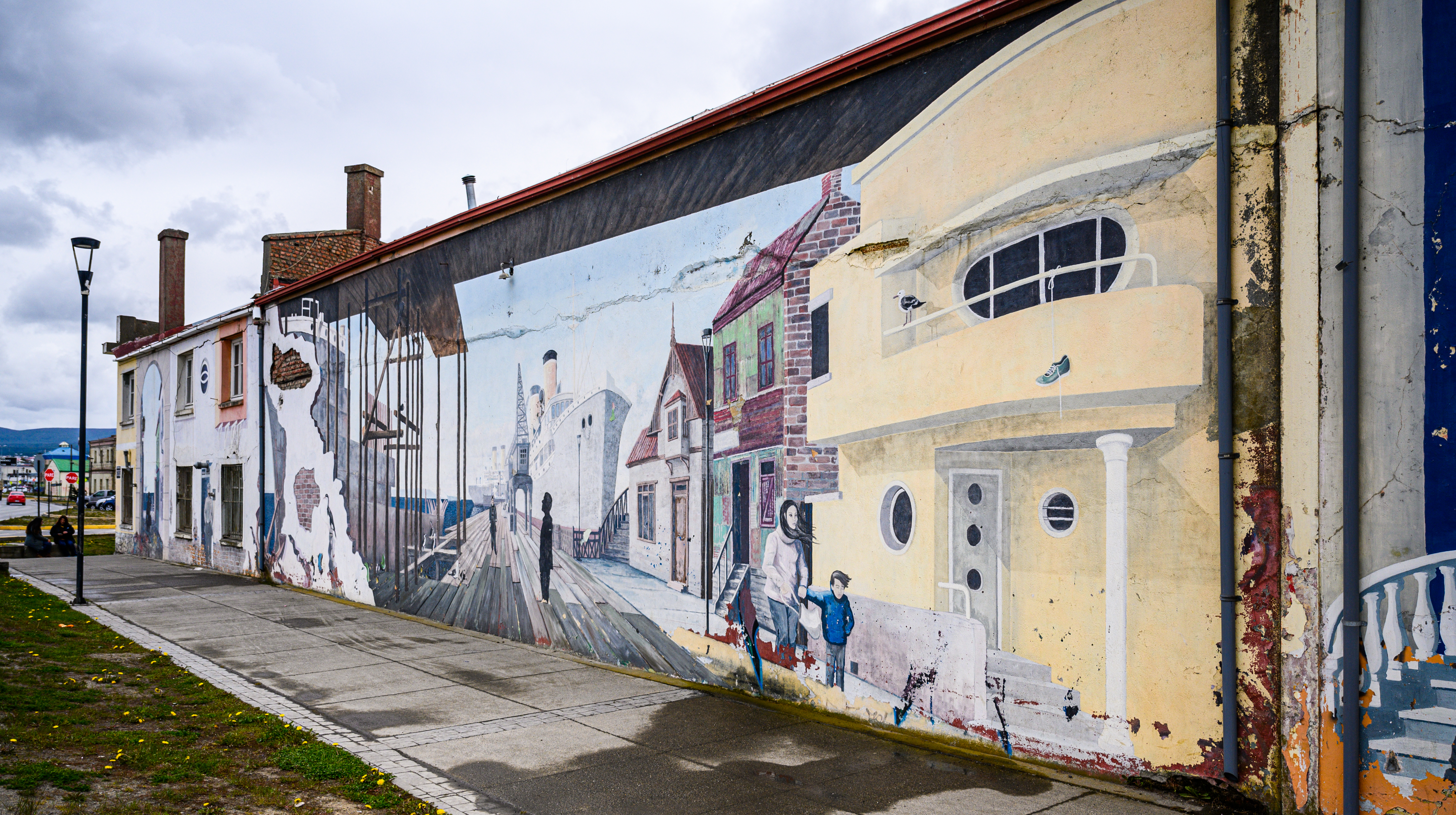
Wandmalerei in Punta Arenas
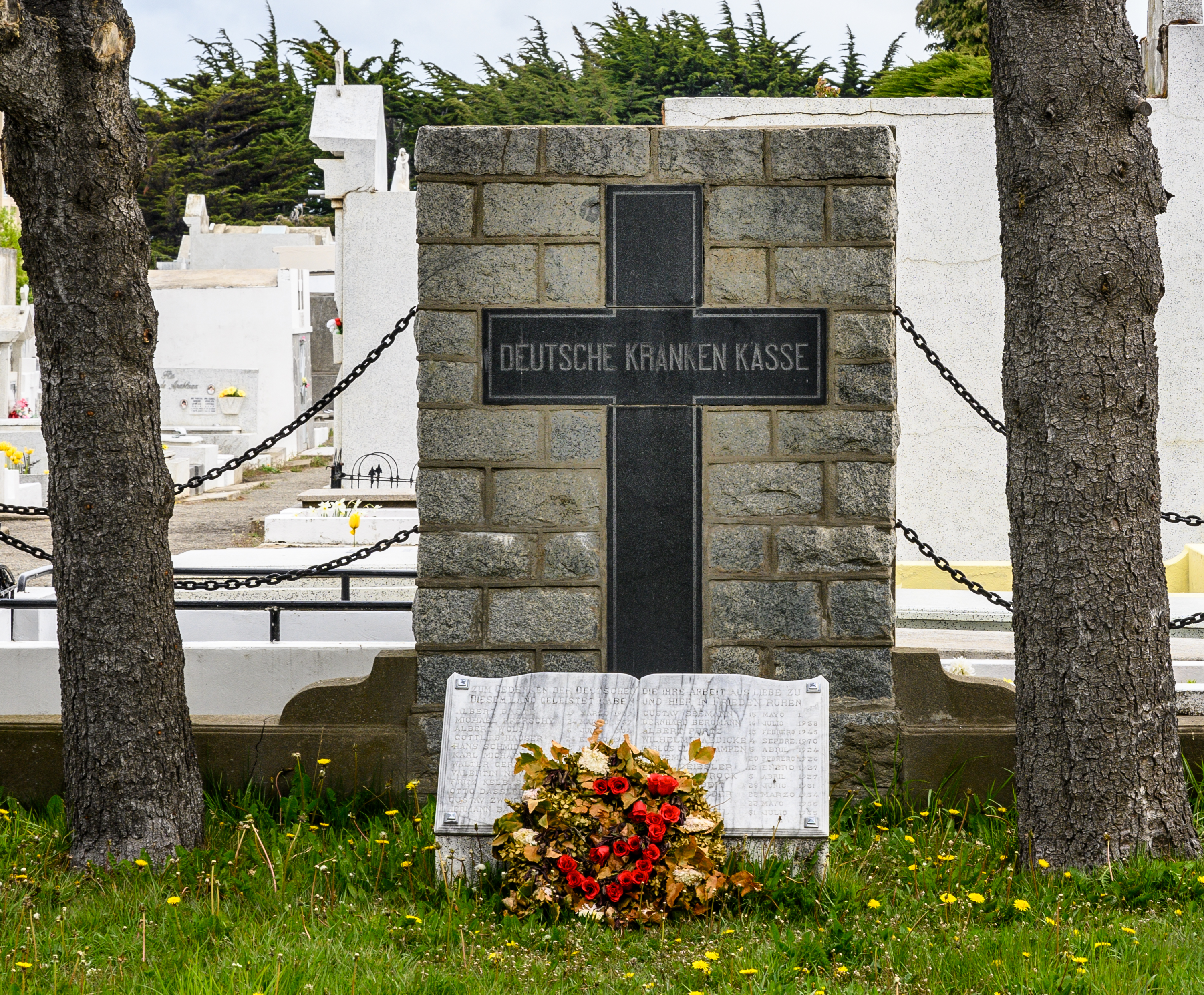
Gedenkkreuz „Deutsche Krankenkasse“ auf dem Friedhof in Punta Arenas
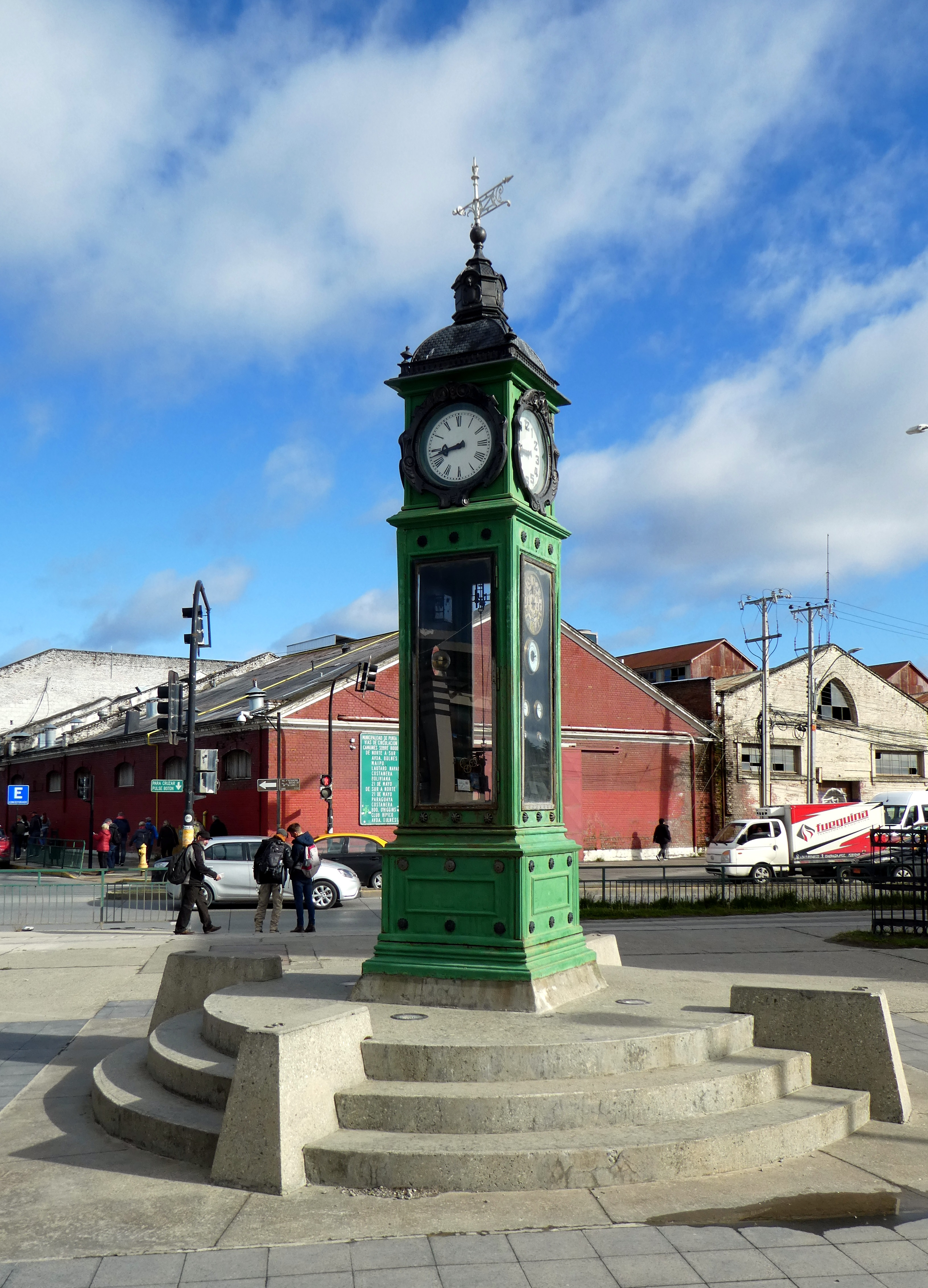
Historische Uhr am Hafen